# مونت نووو
مونت نووو (به ایتالیایی: Monte Nuovo) یک کوه و دهانه آتشفشانی در ایتالیا است که در Metropolitan City of Naples واقع شده‌است. مونت نووو ۱۳۲ متر بالاتر از سطح دریا واقع شده‌است.